# Istvan Vizvary
Istvan Vizvary (ur. 22 kwietnia 1975 w Łodzi) – polsko-węgierski pisarz, matematyk i informatyk; autor science-fiction.
Ukończył studia na Wydziale Matematyki Uniwersytetu Łódzkiego. Jest autorem licznych opowiadań publikowanych na łamach „Nowej Fantastyki” oraz antologii, a także autorem powieści science-fiction: Vivo (2017) i Lagrange. Listy z Ziemi (2023). 
Laureat nagród „Nowej Fantastyki” (2024) w kategorii Polska Książka Roku i Nagrody im. Macieja Parowskiego.
Jest synem Węgra i Polki.

## Powieści
- Vivo, Genius Creations, 2017, ISBN 978-83-7995-123-9.
- Lagrange. Listy z Ziemi, Wydawnictwo IX, 2023 ISBN 978-83-67482-62-2.

## Opowiadania
| Rok  | Tytuł             | Tytuł zbioru / antologii / wydawnictwa / czasopisma                | Uwagi, przypisy                            |
| ---- | ----------------- | ------------------------------------------------------------------ | ------------------------------------------ |
| 2025 | Terraformacja     | „Młody Technik”, styczeń 2025                                      |                                            |
| 2024 | SITO ERLENMACHERA | „Ku gwiazdom. Antologia Polskiej Fantastyki Naukowej. Tom 4”, 2024 |                                            |
| 2024 | Ziarno            | „Nowa Fantastyka 500”, 5/2024                                      |                                            |
| 2023 | Było warto        | „Dzień po najczarniejszej nocy”, Antologia Opowiadań, 2023         | nominacja do Nagrody im. Janusza A. Zajdla |

## Wyróżnienia
- Nominacja do Nagrody „Nowej Fantastyki” w kategorii Reflektor (2018)[9],
- Laureat Nagrody „Nowej Fantastyki” – Nagrody im. Macieja Parowskiego (dawn. Reflektor, 2024),
- Laureat Nagrody „Nowej Fantastyki” (2024) w kategorii Polska Książka Roku za książkę Lagrange. Listy z Ziemi[10][3],
- Nominacja do Śląkfy (2024) w kategorii Twórca[11],
- Laureat Nagrody im. Janusza A. Zajdla (2024) za powieść Lagrange. Listy z Ziemi[12],
- Nominacja do Nagrody im. Janusza A. Zajdla (2024) za opowiadanie Było warto[13],
- Laureat Nagrody Literackiej im. Jerzego Żuławskiego (2024) za książkę Lagrange. Listy z Ziemi[14][15].